# Encephalartos paucidentatus
Encephalartos paucidentatus Stapf & Burtt Davy, 1926 è una pianta appartenente alla famiglia delle Zamiaceae, endemica del Sudafrica e dello Swaziland.

## Descrizione
È una cicade con fusto eretto, alto sino a 6 m e con diametro di 40–70 cm, raramente con fusti secondari che si originano da polloni che sorgono alla base del fusto principale.
Le foglie, pennate, lunghe 1,5-2,5 m, sono disposte a corona all'apice del fusto e sono rette da un picciolo lungo 20–30 cm, privo di spine; ogni foglia è composta da numerose paia di foglioline lanceolate, con margine dentato, lunghe mediamente 15–25 cm, di colore dal verde brillante al verde-giallastro, inserite sul rachide di colore giallastro.
È una specie dioica con esemplari maschili che presentano 1-5 coni, fusiformi, lunghi 40–60 cm e larghi 12–15 cm, di colore bruno-dorato, ed esemplari femminili con 1-3 coni ovoidali, lunghi 30–50 cm e con diametro di 20–25 cm, di colore giallastro.
I semi sono grossolanamente ovoidali, lunghi 35–40 mm, ricoperti da un tegumento di colore bronzeo.

## Distribuzione e habitat
L'areale di questa specie è ristretto alle montagne di Barberton (Mpumalanga, Sudafrica) e alla confinante municipalità di Piggs Peak, nello Swaziland nordoccidentale, ad altitudini comprese tra 1.000 e 1.500 m s.l.m.

## Conservazione
Per la ristrettezza del suo areale e la progressiva riduzione del suo habitat, la IUCN Red List classifica E. paucidentatus come specie vulnerabile.

La specie è inserita nella Appendice I della Convention on International Trade of Endangered Species (CITES)